# Sárgabegyű cinegelégykapó
A sárgabegyű cinegelégykapó (Eopsaltria australis)  a madarak osztályának verébalakúak (Passeriformes) rendjébe és a cinegelégykapó-félék (Petroicidae) családjába tartozó faj.

## Rendszerezése
A fajt George Shaw angol zoológus írta le 1790-ben, a Motacilla nembe Motacilla australis néven.

## Alfajai
- Eopsaltria australis australis (Shaw, 1790)
- Eopsaltria australis chrysorrhos Gould, 1869[2]

## Előfordulása
Ausztrália keleti részén honos. Természetes élőhelyei a mérsékelt égövi erdők, szubtrópusi és trópusi síkvidéki esőerdők, szavannák és cserjések, valamint  ültetvények és városias régiók. Állandó, nem vonuló faj.

## Megjelenése
Testhossza 17 centiméter, testtömege 15–28 gramm.
|  |

## Életmódja
Rovarokkal, pókok és más kisebb ízeltlábúakkal táplálkozik, melyet a talajon keresgél.

## Szaporodása
Költési időszaka júliustól januárig tart. A tojó készíti a csésze alakú fészket fakéreg, fű és egyéb növényzet felhasználásával. Fészekalja  2-3 tojásból áll, melyen 12 napig kotlik.
|  |

## Természetvédelmi helyzete
Az elterjedési területe rendkívül nagy, egyedszáma pedig növekszik. A Természetvédelmi Világszövetség Vörös listáján nem fenyegetett fajként szerepel.